# Torre Falconiera
La Torre Falconiera, nota anche come Colombara (Columbèra in dialetto mantovano), è una torre rinascimentale situata a Poggio Rusco, in provincia di Mantova.
La torre costituisce un simbolo della cittadina, tanto da essere raffigurata nello stemma comunale.

## Storia
La data di costruzione della torre è ignota, tuttavia si presume che sia stata edificata nel XIV secolo e poi riadattata a cavallo tra il XVI secolo e XVII secolo.
La torre, alta 16 metri, aveva probabilmente lo scopo di fungere come punto di avvistamento verso il confine mantovano con il Ducato della Mirandola (poi annesso al Ducato di Modena all'inizio del XVIII secolo), oppure come rifugio per le condizioni di pericolo. Essa era parte della Corte Grande del Poggio appartenuta ai marchesi di Vescovato, discendenti dei Gonzaga.
La torre Falconiera è stata gravemente danneggiata dal terremoto dell'Emilia del 2012. Dopo i lavori di restauro, costati 430.000 euro, la torre è stata riaperta il 1º giugno 2019, al fine di ospitare la "Mostra della civiltà contadina, arti e mestieri del passato", con esposizione di plastici in miniatura della città e del territorio poggese.